# SN 2000af
SN 2000af – niepotwierdzona supernowa odkryta 1 marca 2000 roku w galaktyce A114855-0058. W momencie odkrycia miała maksymalną jasność 19,80m.